# Ochiai Hiroshi
Ochiai Hiroshi (sinh ngày 28 tháng 2 năm 1946) là một cầu thủ bóng đá người Nhật Bản.

## Đội tuyển bóng đá quốc gia Nhật Bản
Ochiai Hiroshi thi đấu cho đội tuyển bóng đá quốc gia Nhật Bản từ năm 1974 đến 1980.

## Thống kê sự nghiệp
| Đội tuyển bóng đá Nhật Bản | Đội tuyển bóng đá Nhật Bản | Đội tuyển bóng đá Nhật Bản |
| Năm                        | Trận                       | Bàn                        |
| -------------------------- | -------------------------- | -------------------------- |
| 1974                       | 2                          | 0                          |
| 1975                       | 13                         | 3                          |
| 1976                       | 15                         | 2                          |
| 1977                       | 5                          | 0                          |
| 1978                       | 14                         | 3                          |
| 1979                       | 9                          | 1                          |
| 1980                       | 5                          | 0                          |
| Tổng cộng                  | 63                         | 9                          |